# Argentinische Badmintonmeisterschaft 2004
Die Argentinische Badmintonmeisterschaft 2004 fand vom 18. bis zum 19. September 2004 in Tandil statt. 

## Sieger und Platzierte
| Disziplin    | Gold                             | Silber                           | Bronze                          |
| ------------ | -------------------------------- | -------------------------------- | ------------------------------- |
| Herreneinzel | Joaquin Berrios                  | Santiago Bugallo                 | Martín Villalba                 |
| Herreneinzel | Joaquin Berrios                  | Santiago Bugallo                 | Mariano Fernández               |
| Dameneinzel  | Alice Garay                      | Clara Bertagno                   | Celina Juarez                   |
| Dameneinzel  | Alice Garay                      | Clara Bertagno                   | Sandra Flora                    |
| Herrendoppel | Joaquin Berrios Santiago Bugallo | Christopher Stern Ko Kovalyov    | Roberto Bardeci Tomas Thouyaret |
| Damendoppel  | Clara Bertagno Alice Garay       | Celina Juarez Adriana Garcia     | Nora Billard Mia Reilev         |
| Mixed        | Santiago Bugallo Clara Bertagno  | Joaquin Berrios Agustina Zudaire | Ezequiel Garmendia Alice Garay  |
| Mixed        | Santiago Bugallo Clara Bertagno  | Joaquin Berrios Agustina Zudaire | Gastón Harkes Adriana Garcia    |